# Santiago Bernabéu
Santiago Bernabéu de Yeste (Almansa, 8 de junio de 1895-Madrid, 2 de junio de 1978) fue un futbolista, entrenador y dirigente deportivo, presidente del Real Madrid Club de Fútbol entre 1943 y 1978. Es el presidente que más temporadas ha estado al frente del equipo madrileño, al presidirlo durante 35 años hasta su muerte.
Durante ese periodo el club ganó dieciséis ligas españolas, seis copas de España y seis copas de Europa, consolidándose como una de las potencias del balompié europeo. También destacó la trayectoria del equipo de baloncesto, dirigido por Raimundo Saporta, con 19 ligas nacionales y 6 Copas de Europa. Además, durante su dirección también se construyeron el Estadio Santiago Bernabéu, el cual lleva en honor su nombre desde 1955, y la antigua Ciudad Deportiva. Además del estadio, y en honor a su labor al frente del Real Madrid, el trofeo de verano del club lleva su nombre.
Su dilatada carrera como dirigente, respaldado por los éxitos y crecimiento social, hicieron que desde entonces sea considerado el presidente más carismático e importante de la historia del Real Madrid. Bajo su mandato se abrieron nuevas secciones deportivas que impulsaron su expansión, además de promover nuevas competiciones como la Copa de Clubes Campeones Europeos (actual Liga de Campeones de la UEFA), y se dotó a la entidad de una dimensión global que ha sabido mantener como seña de identidad. Todo ello lo hizo junto a dos nombres propios que él mismo incorporó al plantel: el dirigente Raimundo Saporta y el delantero Alfredo Di Stéfano.
Las extensas y destacadas labores en favor del fútbol mientras era directivo del Madrid Club de Fútbol fueron reconocidas en la temporada 1934-35 con la distinción de la Medalla al Mérito del Fútbol que otorgaba la Federación Regional Centro —predecesora de la actual Real Federación de Fútbol de Madrid—. No en vano, pese a no ser aún presidente, era una de las figuras más influyentes en el club y del fútbol nacional por encabezar la profesionalización de este deporte en España, así como las ayudas y apoyo incondicional prestado al organismo federativo.
Debido a su especial repercusión, trascendencia, influencia e implicación en el desarrollo del deporte, fue declarado decano del fútbol de manera póstuma por la FIFA e incluido en su Salón de la Fama en 2014.

## Biografía
Santiago Jacinto Severino Melchor de todos los Santos Bernabéu Yeste, nació el 8 de junio de 1895 en la localidad de Almansa (Albacete), según el registro del juzgado municipal, donde su familia residía.
A pesar de que algunas fuentes orales sitúan su nacimiento en la finca de La Cueva, dentro del también albacetense municipio de Montealegre del Castillo, documentos oficiales tales como; partida de nacimiento y partida de bautismo sitúan su naciemiento en la calle San Sebastián de Almansa. Esta hipótesis es corroborada por los testimonios tanto del propio Santiago Bernabéu, como de la propia familia.
Fue el séptimo hijo de José Bernabéu Ibáñez, abogado de Onteniente (Valencia) y administrador de las propiedades del marqués de Villafuerte y de la condesa de Montealegre, y de doña Antonia de Yeste Núñez, de origen cubano. Con solo cinco años se mudó a Madrid junto a sus padres y hermanos. Tras llegar a la capital de España, Bernabéu ingresó en el Real Colegio Alfonso XII de los Agustinos en San Lorenzo de El Escorial, donde tuvo su primer contacto con el fútbol. Tal fue su arraigo con este deporte, el cual sus hermanos mayores Antonio (1890–1967) y Marcelo (1893–1973) también practicaban como ocupación, que dejó de lado su pasión por la música.
Posteriormente se trasladó al centro de la ciudad para estudiar el bachillerato en el Instituto Cardenal Cisneros y pese a que en un principio quiso cursar la carrera de medicina, finalmente estudió Derecho en la Universidad Central por consejo paterno. Se licenció en derecho.
Con el estallido de la guerra civil española Bernabéu se refugió en la embajada de Francia durante dos años, pues había quien le consideraba simpatizante de la CEDA. Decidió refugiarse, pese a no tener actividad política, al conocer el asesinato sin juicio de simpatizantes derechistas. Posteriormente consiguió huir del bando que amenazaba su vida al extranjero y meses después regresó, en pleno conflicto, para enrolarse en las filas del bando sublevado, donde figuró como cabo observador bajo el mando de Agustín Muñoz Grandes.
En los años finales de su vida, el presidente residió en la localidad de Santa Pola (Alicante) y, pese a que continuó al frente de la gestión del Real Madrid, instó a su Junta Directiva a buscar un sustituto por problemas de salud, algo que nunca ocurrió. El 29 de agosto de 1977 Bernabéu tuvo que ser trasladado de urgencia a Madrid con fuertes dolores abdominales, y cuatro días después los médicos le diagnosticaron una oclusión intestinal. Aunque la operación fue favorable, los médicos detectaron que el mandatario tenía cáncer y su situación a corto plazo era irreversible. En sus últimos meses de vida recibió importantes condecoraciones como la Medalla de Oro y Brillantes de la Real Federación Española de Fútbol, de manos de su presidente Pablo Porta, y la Medalla de Oro al Mérito Deportivo que le otorgó personalmente el Rey Juan Carlos I.
El 29 de mayo de 1978 sufrió una nueva complicación hepática que le produjo una obstrucción del colédoco, y el mandatario entró en estado crítico. Finalmente, falleció el 2 de junio a las 6:15 horas en su domicilio, rodeado de sus familiares.
La noticia de su muerte causó gran conmoción en el Real Madrid, el deporte español y las instituciones internacionales de fútbol. El presidente de la UEFA, Artemio Franchi, declaró que «no creo que haya nadie que ostente más títulos de honor por su labor en pro del fútbol que él». Más de 100 000 personas acudieron a la capilla ardiente ubicada en el estadio, y el 4 de junio sus restos mortales recibieron sepultura en Almansa, su ciudad natal. Tras su muerte, está considerado como el presidente más exitoso en la historia del Real Madrid.
En 2002 recibió a título póstumo la Orden del Mérito de la FIFA.

## Trayectoria

### El primer gran jugador de club del Real Madrid

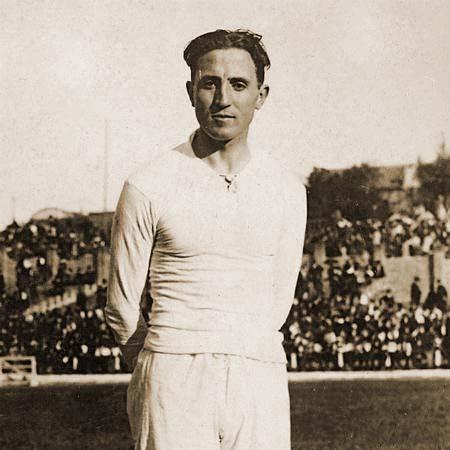
Santiago Bernabéu durante su etapa como jugador (instantánea de los años '20).

En el Real Colegio Alfonso XII de los Agustinos de San Lorenzo de El Escorial comenzó a jugar al fútbol. Durante un tiempo llegó incluso a ejercitarse en las instalaciones de la Sociedad Gimnástica Española, de las que se hizo socio, antes de ingresar en las categorías juveniles del Madrid Foot-ball Club.
Si bien sus orígenes fueron como guardameta en el equipo gimnástico, pronto Bernabéu comenzó a alternar la posición de delantero centro con la de interior en el equipo juvenil, puestos que venía desarrollando en su última etapa antes de ingresar en el Madrid Foot-ball Club —actual Real Madrid Club de Fútbol— del que su hermano, Antonio Bernabéu, fue uno de los socios fundadores. Pese a que los preparadores y técnicos madridistas también querían que jugase como portero, de nuevo su otro hermano Marcelo Bernabéu consiguió convencerlos para que desempeñara la posición de atacante como ya sucediese en su anterior equipo.
El jugador formó parte del equipo juvenil durante tres temporadas hasta que en 1914 debutó en partido oficial en las filas del primer equipo. Sin embargo, su primer encuentro se produjo el 3 de marzo de 1912 en un partido amistoso frente al English Sports Club anotando el gol de la victoria por 2-1 con dieciséis años, temporada en la que se asentó como integrante pleno del equipo, en el que su hermano Marcelo era uno de los pilares defensivos.
En dicho encuentro oficial, correspondiente al Campeonato Regional Centro, se midió frente a la Real Sociedad Gimnástica Española, finalizando con derrota por 3-1. En todo el campeonato marcó tres tantos en cinco partidos que situaron a su equipo en la tercera posición. La revolución en la que se encontraba sumido el plantel impidió apreciar su talento real hasta la temporada siguiente. Con una media superior a un tanto por partido fue uno de los más destacados en los campeonatos cosechados en la zona centro.
Cabe destacar una anécdota en 1912 cuando varios integrantes del equipo ayudaron en los trabajos de vallado del terreno de juego madridista, el Campo de O'Donnell, siendo el joven Bernabéu uno de los que participó en las labores.
Rápidamente se convirtió en la referencia atacante madridista merced a su acierto como goleador, formando una histórica dupla con el también jovencísimo René Petit. Tras el abandono del club del internacional francés, el jugador albaceteño asumió en solitario el protagonismo goleador hasta conformar delantera con otros grandes jugadores del equipo como Antonio de Miguel, Josechu Sansinenea, Alberto Machimbarrena, Ricardo Álvarez y especialmente con Manuel Posada, quien, no obstante, fue el único junto a Bernabéu que no formó parte del equipo el año en el que se cosechó el quinto título de Copa del Rey de la entidad. Pese a ello anotó ocho goles en los otros seis partidos que sí disputó, siéndole otorgado así el máximo galardón obtenido a lo largo de su carrera, de la que era hasta la fecha la única competición de carácter nacional en el país.
El jugador, que era el más destacado anotador en la época en España, no llegó, sin embargo, a disputar partido alguno con el combinado español. Una convocatoria en 1922 fue su única relación con la selección, que no volvió a solicitar su presencia tras ni siquiera llegar a debutar.

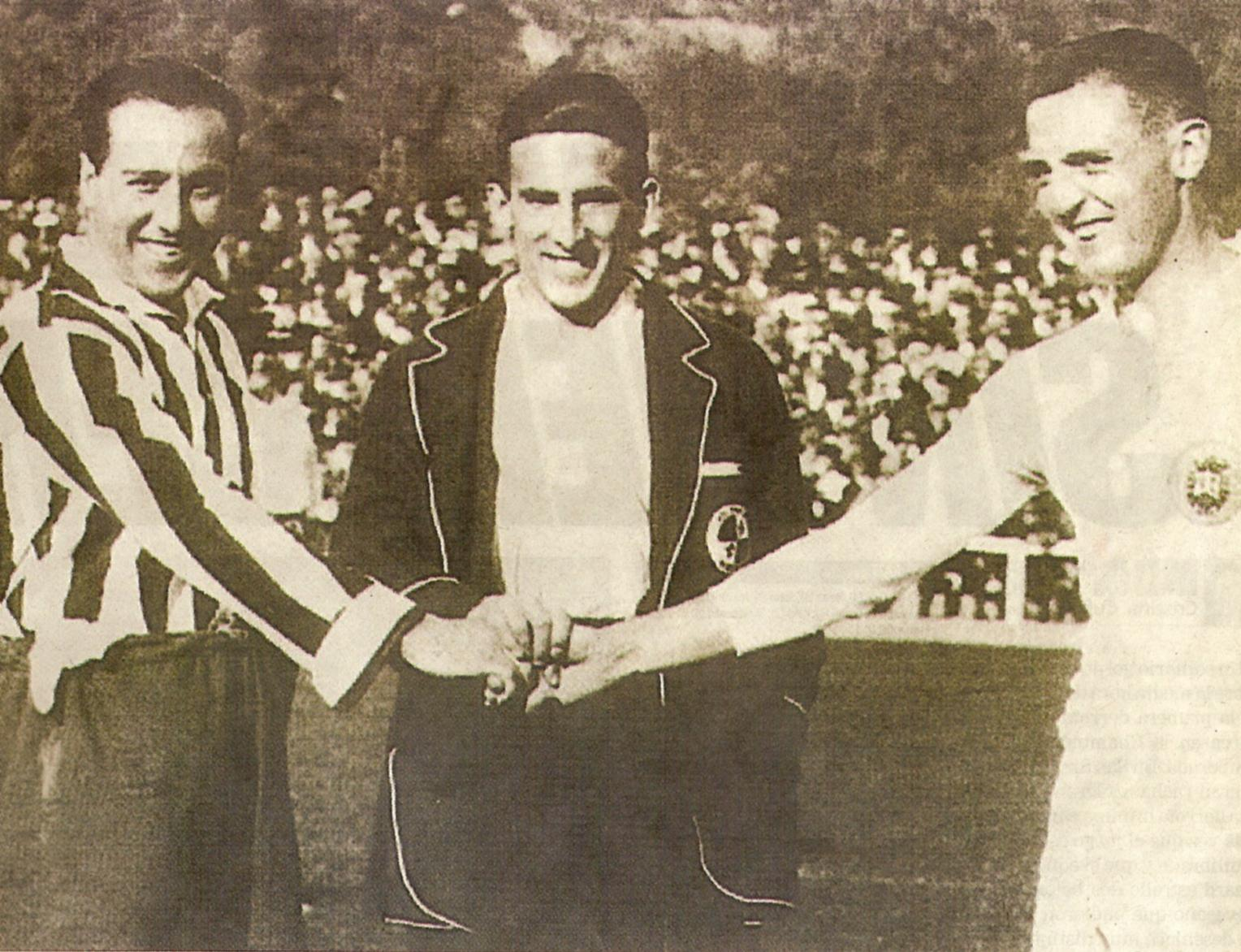
Bernabéu como capitán antes del comienzo de un derbi (con Pololo en 1922).

La carrera de Bernabéu en el club blanco continuó hasta 1927 con la excepción de la temporada 1920-21, que nos lleva a uno de los episodios menos conocidos de su vida y motivo por el que no figura como integrante del club en ese período. Durante la citada temporada y tras llevar ya seis temporadas en el primer equipo, abandona la entidad por motivos laborales, aunque no la práctica deportiva, si bien otras fuentes aseguran que fue tras una discusión con la directiva madridista. Así, su gran amistad con el que fuera exjugador madridista y posteriormente presidente del Athletic Club de Madrid, Julián Ruete, hizo que el jugador ingresase efímeramente en el equipo rojiblanco —actual Club Atlético de Madrid—, tras haber recalado antes en el Real Stadium Club Ovetense por los diversos traslados a la ciudad asturiana destinado por el cuerpo de Contabilidad de Hacienda. Pese a ello, y debido a la normativa de la Real Federación Española de Fútbol denegó la autorización para que pudiese disputar partidos oficiales con ambos equipos al no haber transcurrido un año desde que figurase como jugador del Madrid Foot-ball Club.
Así lo manifestó años después el que fue su compañero madridista José María Castell y arquitecto del Estadio de Chamartín:

"Aunque lo que vaya a decir sea algo fuerte, porque yo le tenía un gran aprecio, Santiago Bernabéu nos traicionó en 1920 y se marchó al eterno rival. Un año después, cuando arrepentido regresó al Madrid, había perdido su antigüedad como socio y tuvo que ponerse a la cola. Si mal no recuerdo, Santiago jugó un partido oficial con el Athletic Club madrileño contra el Español de Madrid, además de posar con la camiseta rojiblanca con Julián Ruete, que hacía años había sido jugador del Madrid y por aquel entonces era el presidente del club rojiblanco".
José María Castell, San Sebastián.

Tras, a la postre, una desacertada decisión por lo deportivo, muy extendida entre jugadores de la época, volvió a vestir de blanco durante otras seis temporadas en las que el club pasó a denominarse como Real Madrid Football Club por la concesión del título por parte del rey Alfonso XIII. Sus presencias se vieron reducidas poco a poco debido al desempeño de nuevos y jóvenes jugadores como Víctor del Campo o Juan Monjardín, a la vez que estudiaba sus últimos años de universidad. Pese al «mal recuerdo» de Castell, no disputó ningún partido oficial como rojiblanco. Tampoco en Oviedo, pese a ello, sí disputó uno de carácter amistoso el 19 de septiembre de 1920, al que refería Castell, frente al Recreativo Español de Madrid —de segunda categoría y en el que militaba un joven Félix Pérez— como preparación al Campeonato Regional Centro 1920-21. Fue curiosamente el año en el que los rojiblancos lograron su primer título oficial, el regional apuntado, con la ausencia de Bernabéu en las filas madridistas, entidad que ese año estrenó su título de «Real» y esperaba su retorno tras la extraña salida del equipo, y que se produjo para la siguiente temporada.
Durante su periodo en activo en el club marcó 68 tantos en 79 partidos, destacando como un jugador con estilo duro y efectivo. Dichos tantos le convirtieron en el máximo goleador histórico del club, superando ampliamente el registro anterior del madrileño Manuel Prast de 14 goles datado en 1914, un año antes de debutar Bernabéu. Conquistó un total de diez títulos, la mencionada Copa del Rey en 1917, además de nueve títulos del Campeonato Regional Centro. Tras los éxitos como jugador pasó a ser, durante un período efímero, delegado y ayudante del entrenador antes de convertirse en directivo y finalmente presidente en 1943 —siempre del Real Madrid—, llegando bajo su mandato la etapa dorada de la entidad con el recordado «Madrid de Di Stéfano».

### Selección nacional
Sus destacadas actuaciones y su alto registro goleador no valieron, sin embargo, para que Santiago jugase algún partido como futbolista internacional en la selección española, aunque sí consiguió ser convocado para un encuentro frente a la selección portuguesa el 17 de diciembre de 1922, en el que finalmente no llegó a debutar. Esa fue la primera y única vez que estuvo cerca de defender al combinado nacional.

## Dirigencia

### Junta directiva

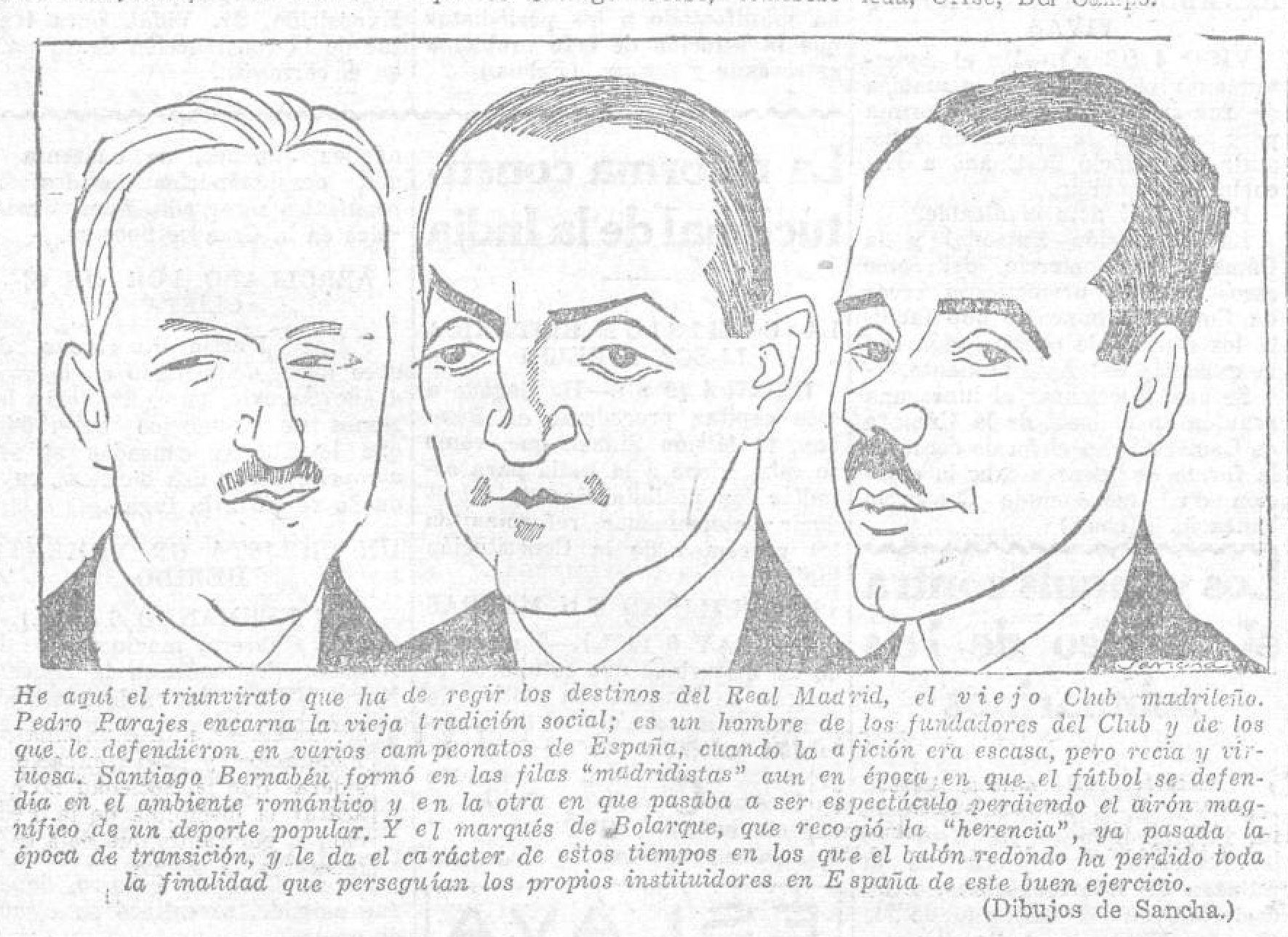
Santiago Bernabéu (centro) junto a Pedro Parages (izquierda) y el marqués de Bolarque (derecha), caricaturizados por Sancha en La Voz (1928)

Marcado por las lesiones que habían lastrado su ocaso como futbolista, Santiago Bernabéu se retiró del fútbol en 1927, al poco tiempo de licenciarse en Derecho. Sin embargo, nunca ejerció como abogado y prefirió continuar al frente del equipo de fútbol. En ese tiempo asumió un cargo como delegado y ayudante del entrenador, y un año después fue nombrado directivo durante la etapa como presidente de Luis Urquijo y Landecho, marqués de Bolarque. En 1929 asumió la secretaría de la Junta Directiva del Real Madrid, cargo que ocupó hasta 1935. En aquellos años se produjo el nacimiento de la liga de fútbol española con la profesionalización de las instituciones como principal objetivo, y su labor fue determinante para el fichaje de jugadores como Ricardo Zamora y Luis Regueiro.
El nombramiento en 1935 de Rafael Sánchez Guerra al frente del Madrid no contó con el visto bueno de Santiago Bernabéu, que votó en contra, pero se mantuvo como miembro de la directiva.

### Presidencia

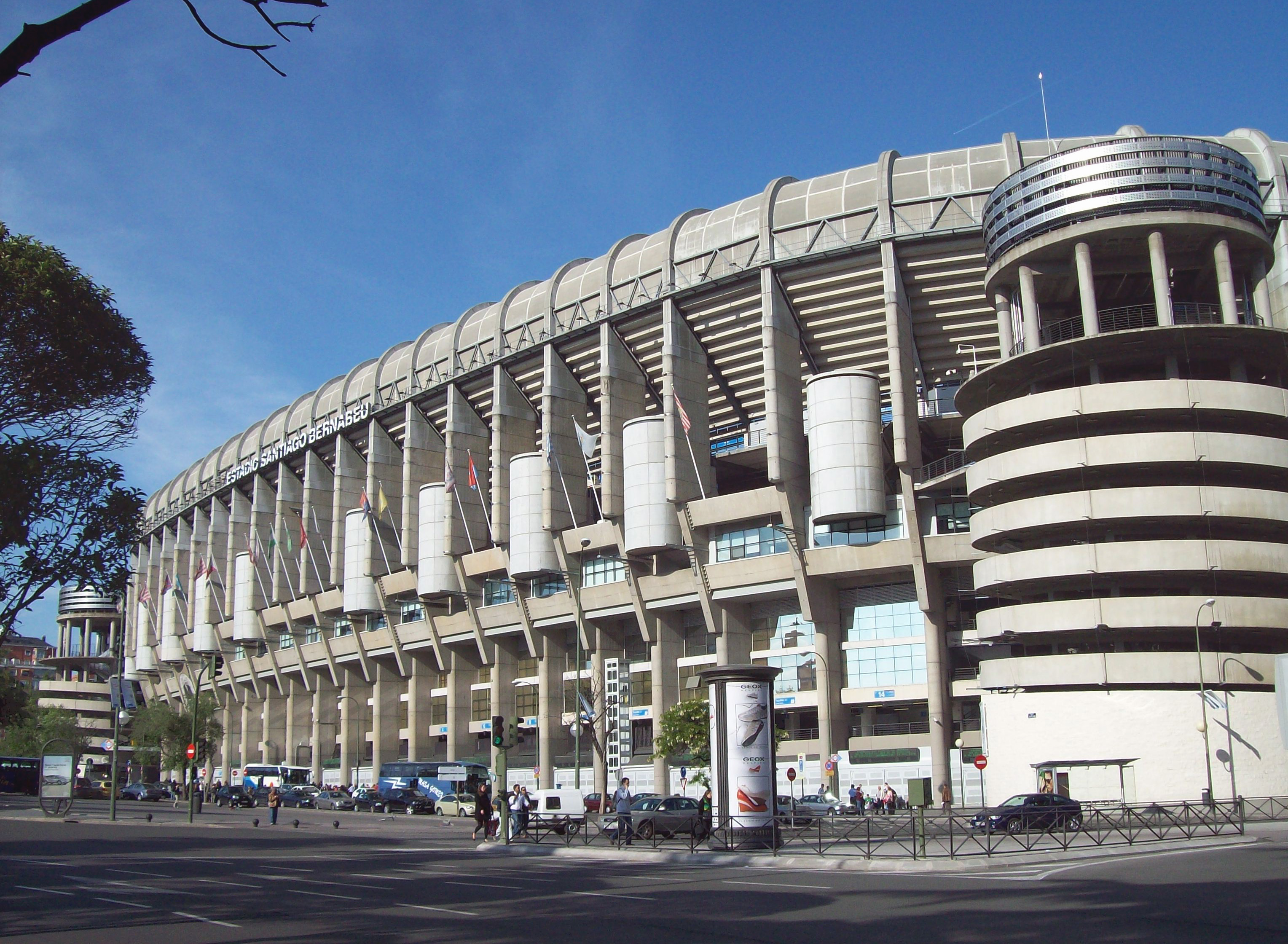
El Nuevo Estadio de Chamartín fue una de las primeras acciones de Bernabéu como presidente.

Después de la Guerra, Bernabéu regresa a los cargos directivos del Real Madrid, que en aquellos años atraviesa una complicada situación al perder a la mayoría de sus mejores jugadores y no contar con estadio ni sede social. Contrajo matrimonio en 1940 con María Valenciano, con la que no tuvo descendencia, y asumió un puesto como funcionario del Ministerio de Hacienda.
El 15 de septiembre de 1943, la Junta Directiva del Real Madrid nombró presidente a Santiago Bernabéu, quien se marcó como objetivo la construcción de un nuevo estadio, sanear la maltrecha economía del club y profesionalizar la institución. En junio de 1944 formalizó la compra de unos terrenos anexos al antiguo campo del club para construir la instalación, y finalmente el nuevo Estadio de Chamartín fue inaugurado el 14 de diciembre de 1947 con victoria frente a Os Belenenses por 3-1, ante 70 000 espectadores. La Junta del club cambió el nombre del campo el 4 de enero de 1955 por el de Estadio Santiago Bernabéu, pese a las reticencias iniciales del mandatario. Más tarde se inauguró la Ciudad Deportiva, un centro de entrenamiento independiente del estadio de fútbol que hasta entonces era el lugar habitual para los ejercicios preparatorios.
En una etapa sin éxito en lo deportivo, Bernabéu trató de consolidar la reforma en las instituciones deportivas del Real Madrid. Uno de los hechos clave en la sección de baloncesto tuvo lugar en 1952 cuando Bernabéu conoció a Raimundo Saporta, procedente de la Federación Española de Baloncesto. Este se ganó la confianza del mandatario blanco cuando se hizo cargo de la sección de baloncesto y la convirtió en una de las que más títulos obtuvo en ese deporte en España. En reconocimiento a su labor, Bernabéu lo ascendió a la vicepresidencia en 1961 y Saporta se convirtió en su mano derecha.
Bernabéu reforzó el equipo de fútbol con fichajes destacados, y contó con astucia a la hora de contratar estrellas emergentes del balompié español. En 1947 se hizo con los servicios de Luis Molowny, futbolista canario del Marino Fútbol Club, uno de los equipos de Las Palmas. El mandatario leyó en La Vanguardia que el FC Barcelona mandó por barco un representante para contratar al jugador, por lo que pagó a Jacinto Quincoces —emisario del Madrid— un viaje en avión a Gran Canaria para fichar al futbolista por 250 000 pesetas. Cuando el representante del Barcelona llegó a la isla, se encontró con la noticia de que el Real Madrid se les había adelantado. En 1952 se hizo con los servicios de Paco Gento, por entonces promesa procedente del Racing de Santander y que más tarde fue clave en el equipo blanco.
Sin embargo, la contratación más exitosa durante la gestión de Bernabéu se produjo en las Bodas de Oro del Real Madrid. Para celebrar los 50 años de historia del club, el mandatario invitó al Millonarios de Bogotá para disputar un amistoso el 6 de marzo de 1952. El juego ultraofensivo de los colombianos y su victoria por 4:2 llamaron la atención de Bernabéu, quien se interesó en especial por Alfredo Di Stéfano, mejor jugador de ese encuentro. El 28 de junio del mismo año, el Madrid inició una gira por América Latina para disputar la Pequeña Copa del Mundo. En el estadio de la Universidad Central de Venezuela, jugó de nuevo su equipo contra el Millonarios. El presidente estuvo acompañado por José Lino Vaamonde, arquitecto exiliado en Venezuela y miembro de la Junta Directiva. A Bernabéu le llamó la atención el juego de Adolfo Pedernera, pero Vaamonde insistió en la superioridad de Di Stéfano. Finalmente el Real Madrid lo contrató de Millonarios en febrero de 1953.
Di Stéfano lideró al Real Madrid de los años 1950 y 1960 con la consecución de los primeros títulos bajo el mandato de Bernabéu. La primera liga llegó en la temporada 1953-54 tras 21 años sin ganarla, y con jugadores como Paco Gento, Luis Molowny, José Emilio Santamaría, Miguel Muñoz, Raymond Kopa, Héctor Rial y Ferenc Puskás el Real Madrid se convirtió en una de las potencias del fútbol español.

### Éxitos en Europa
Al margen del campeonato nacional, Bernabéu fue uno de los impulsores en 1956 la creación de la Copa de Europa de Clubes Campeones, donde los campeones de liga de cada país pudieran disputar entre sí un título que les acreditara como campeones de Europa. El torneo fue una idea de Gabriel Hanot, periodista de L'Équipe, que contó con el visto bueno de la UEFA, y Bernabéu fue uno de sus impulsores como representante español en las distintas reuniones. El 13 de junio de 1956 el Real Madrid se proclamó campeón de la primera edición, en lo que fue la primera de sus cinco Copas de Europa consecutivas. En reconocimiento a la victoria europea del club, el Ayuntamiento de Madrid le concedió la Medalla de Oro de la ciudad 11 días después.
La superioridad deportiva mostrada por el Real Madrid en los años 1960 en los torneos domésticos bajo las órdenes de Miguel Muñoz, y los éxitos deportivos del equipo en Europa fueron utilizados por la dictadura de Franco para dar una buena imagen de España al exterior. Esta idea no contó con el visto bueno de Bernabéu, quien pese a su historial en la Guerra Civil y su carácter conservador mantuvo discrepancias con el régimen y se mostró más favorable a la restauración de la monarquía. Los encontronazos entre ambas partes aumentaron cuando Bernabéu otorgó el 8 de febrero de 1973 la insignia de oro al general israelí Moshé Dayán, en una época en la que Franco no reconocía al estado de Israel. Finalmente, las diferencias se hicieron públicas en 1973 cuando Carlos Arias Navarro, alcalde de Madrid, se negó a recalificar los terrenos de Chamartín para que el Real Madrid pudiera sanear su economía y construir un nuevo campo en el barrio de Fuencarral.
En 1966 el Real Madrid ganó su sexta Copa de Europa, con un equipo formado exclusivamente por españoles, y durante los años 1970 Bernabéu se consolidó como una institución del Real Madrid, popularizando acciones como las llamadas santiaguinas —charlas del presidente con los jugadores y cuerpo técnico— y con un control férreo de la institución. Además, la sección de baloncesto también destacó en el ámbito europeo con seis Copas de Europa hasta 1978.

## Estadísticas

### Clubes
Datos actualizados a fin de carrera deportiva. Datos de Copa Federación Centro no contabilizados.
En la temporada 1920-21 el jugador ingresó en las filas tanto del Athletic Club de Madrid como del Real Stadium Club Ovetense debido a diversos traslados por motivos laborales, clubes con los que no disputó, sin embargo, ningún partido oficial, ya que las reglas de la época de la Federación Española no se lo permitieron. Estas dictaminaban que al no haber transcurrido un año desde que dejase de pertenecer a la disciplina madridista, no podía competir con otro club. Así, tras un efímero paso sin apenas actividad como integrante de otros equipos regresó a la disciplina blanca. Puso fin a su carrera en 1927 a los 32 años debido a las lesiones que arrastraba.
| Club | Temporada     | Div.          | Liga (1)    | Liga (1)    | Copa (2) | Copa (2) | Regional (3) | Regional (3) | Total (4) | Total (4) | Media goleadora |
| Club | Temporada     | Div.          | Part.       | Goles       | Part.    | Goles    | Part.        | Goles        | Part.     | Goles     | Media goleadora |
| --- | ------------- | ------------- | ----------- | ----------- | -------- | -------- | ------------ | ------------ | --------- | --------- | --------------- |
| Madrid F. C. | 1914-15       | 1.ª C.        | Inexistente | Inexistente | —        | —        | 5            | 3            | 5         | 3         | 0.60            |
| Madrid F. C. | 1915-16       | 1.ª C.        | Inexistente | Inexistente | 5        | 8        | 6            | 5            | 11        | 13        | 1.18            |
| Madrid F. C. | 1916-17       | 1.ª C.        | Inexistente | Inexistente | 6        | 8        | 5            | 6            | 11        | 14        | 1.27            |
| Madrid F. C. | 1917-18       | 1.ª C.        | Inexistente | Inexistente | 6        | 4        | 3            | 2            | 9         | 6         | 0.67            |
| Madrid F. C. | 1918-19       | 1.ª C.        | Inexistente | Inexistente | —        | —        | 6            | 9            | 6         | 9         | 1.50            |
| Madrid F. C. | 1919-20       | 1.ª C.        | Inexistente | Inexistente | 2        | —        | 4            | 1            | 6         | 1         | 0.17            |
| Real Madrid F. C. | 1921-22       | 1.ª C.        | Inexistente | Inexistente | 6        | —        | 6            | 12           | 12        | 12        | 1.00            |
| Real Madrid F. C. | 1922-23       | 1.ª C.        | Inexistente | Inexistente | 2        | 1        | 1            | —            | 3         | 1         | 0.33            |
| Real Madrid F. C. | 1923-24       | 1.ª C.        | Inexistente | Inexistente | 1        | 1        | 5            | 2            | 6         | 3         | 0.50            |
| Real Madrid F. C. | 1924-25       | 1.ª C.        | Inexistente | Inexistente | —        | —        | 8            | 5            | 8         | 5         | 0.63            |
| Real Madrid F. C. | 1925-26       | 1.ª C.        | Inexistente | Inexistente | —        | —        | —            | —            | 0         | 0         | 0               |
| Real Madrid F. C. | 1926-27       | 1.ª C.        | Inexistente | Inexistente | —        | —        | 2            | 1            | 2         | 1         | 0.50            |
| Total club | Total club    | Total club    | 0           | 0           | 28       | 22       | 51           | 46           | 79        | 68        | 0.86            |
| Total carrera | Total carrera | Total carrera | 0           | 0           | 28       | 22       | 51           | 46           | 79        | 68        | 0.86            |
| (1) No existía el Campeonato de Liga (1914-27). Club de 1.ª categoría por la Federación Regional Centro. (2) Incluye datos de la Copa de España (1914-27). (3) Incluye datos del Campeonato Regional Centro (1914-27). (4) No incluye goles en partidos amistosos. |               |               |             |             |          |          |              |              |           |           |                 |

## Palmarés y distinciones

### Como jugador
| Título              | Club              | Año  |
| ------------------- | ----------------- | ---- |
| Campeonato Regional | Real Madrid F. C. | 1916 |
| Campeonato Regional | Real Madrid F. C. | 1917 |
| Copa                | Real Madrid F. C. | 1917 |
| Campeonato Regional | Real Madrid F. C. | 1918 |
| Campeonato Regional | Real Madrid F. C. | 1920 |
| Campeonato Regional | Real Madrid F. C. | 1922 |
| Campeonato Regional | Real Madrid F. C. | 1923 |
| Copa Regional       | Real Madrid F. C. | 1923 |
| Campeonato Regional | Real Madrid F. C. | 1924 |
| Campeonato Regional | Real Madrid F. C. | 1926 |
| Campeonato Regional | Real Madrid F. C. | 1927 |

### Como dirigente
| Equipo(s) presidido(s) | Equipo(s) presidido(s) | Nacionales | Nacionales | Nacionales | Subtotal | Continentales | Continentales | Continentales | Mundiales | Subtotal | Total |
| ---------------------- | ---------------------- | ---------- | ---------- | ---------- | -------- | ------------- | ------------- | ------------- | --------- | -------- | ----- |
| Equipo(s) presidido(s) | Equipo(s) presidido(s) | Liga       | Copa       | Otra copa  | Subtotal | C1            | C2            | C3            | M1        | Subtotal | Total |
| Bandera de España      | Real Madrid C. F.      |            |            |            | 24       |               | –             |               |           | 9        | 33    |
| Bandera de España      | Real Madrid Baloncesto |            |            |            | 45       |               | –             |               |           | 10       | 55    |
| Total                  | Total                  | 35         | 24         | 10         | 69       | 12            | –             | 3             | 4         | 19       | 88    |

Entre sus títulos oficiales no se contabilizan durante su etapa presidencial dos Pequeñas Copas Mundiales de Clubes en 1952 y 1956 al no estar clara su oficialidad, ni una Copa Federación Centro, así como numerosos trofeos amistosos entre los que se encuentran cinco Trofeos Ramón de Carranza en 1958, 1959, 1960, 1966, 1970, cuatro Trofeos Teresa Herrera en 1949, 1953, 1966, 1976, o un Trofeo Colombino en 1970.
Entre sus títulos oficiales no se contabilizan durante su etapa presidencial ocho torneos regionales entre 1957 y 1967 al no estar clara su oficialidad, ni once torneos internacionales FIBA de Navidad-Raimundo Saporta entre 1967 y 1978, así como numerosos trofeos amistosos nacionales e internacionales.